# Simeon Stuart
Simeon Stuart (1864 – 1939) foi um ator britânico da era do cinema mudo.

## Filmografia selecionada
- The Lady Clare (1919)
- The Face at the Window (1920)
- The Imperfect Lover (1921)
- A Gipsy Cavlier (1922)
- Rob Roy (1922)
- Paddy the Next Best Thing (1923)
- The Temptation of Carlton Earle (1923)
- Réveille (1924)
- The Great Well (1924)
- Women and Diamonds (1924)
- Livingstone (1925)
- One of the Best (1927)
- The Vortex (1928)